# Adhaesozetes
Adhaesozetes – rodzaj roztoczy z kohorty mechowców i rodziny Adhaesozetidae.
Rodzaj ten został opisany w 1966 roku przez Marie Hammer. Gatunkiem typowym wyznaczono Adhaesozetes barbarae.
Mechowce te mają złożone, kilkuczęściowe lamelle, pod którymi częściowo ukryte są botridia. Tarczki genitalne oddzielone od analnych. Szczeciny notogastralne występują w liczbie 12 par, genitalne 6 par, aggenitalne 1 pary, analne 2 par, a adanalne 3 par. Odnóża są trójpalczaste, opatrzone pulvillusami.
Rodzaj znany z krainy australijskiej.
Należą tu 2 opisane gatunki:
- Adhaesozetes barbarae Hammer, 1966
- Adhaesozetes polyphyllos Walter y Behan-Pelletier, 1993